# Kevin Mac Allister
Kevin Mac Allister (* 7. November 1997 in Buenos Aires) ist ein argentinischer Fußballspieler, der bei dem belgischen Erstdivisionär Royale Union Saint-Gilloise unter Vertrag steht.

## Karriere

### Verein
Wie seine beiden Brüder Francis und Alexis begann Kevin Mac Allisters Karriere bei den Argentinos Juniors. Sein Debüt in der ersten Mannschaft gab er am 27. Februar 2016 in einem Spiel gegen Estudiantes de La Plata. In der weiteren Saison 2016 kam er zu drei weiteren Einsätzen, musste jedoch mit seinem Verein den Abstieg in die zweitklassige Primera B Nacional antreten. In der folgenden Spielzeit 2016/17 brachte er es auf 16 Einsätze in der Verteidigungskette den Juniors, welche den sofortigen Wiederaufstieg in die höchste argentinische Spielklasse erreichten. Sein erstes Pflichtspieltor im Trikot der Bicho gelang ihm im am 31. März 2018 beim 3:1-Auswärtssieg gegen Gimnasia y Esgrima La Plata.
Am 28. Januar 2019 wechselte er in einem Leihgeschäft bis Saisonende 2018/19 zum argentinischen Spitzenverein Boca Juniors, wo bereits sein Vater Carlos Mac Allister vier Jahre gespielt hatte. Für Boca kam er in der restlichen Spielzeit 2018/19 nur zu zwei Einsätzen. Nachdem er von 16 Ligaspielen nur in einem zu einem Kurzeinsatz kam, kehrte Mac Allister im Januar 2020 zu den Argentinos Juniors zurück.
Mitte Juli 2023 wechselte er zum belgischen Erstdivisionär Royale Union Saint-Gilloise, bei dem er einen Vertrag mit einem Laufzeit von drei Jahren mit der Option der Verlängerung um ein weiteres Jahr unterschrieb. In seiner ersten Saison bestritt er 30 von 40 möglichen Ligaspielen, bei denen er ein Tor schoss. Dazu kamen 10 Spiele im Europapokal und sechs Pokalspiele, die mit dem Gewinn des belgischen Pokals endeten.
In der nächsten Saison waren es 35 von 40 möglichen Ligaspielen, in denen zwei Tore schoss, ein Pokalspiel, zehn Spiele im Europapokal mit drei geschossenen Toren sowie das gewonnene Spiel um den belgischen Supercup. Die Saison endete mit dem Gewinn der belgischen Meisterschaft.

## Nationalmannschaft
Am 29. März 2021 bestritt er sein einziges Länderspiel für die U 23-Nationalmannschaft im Rahmen eines Freundschaftsspiel gegen die japanische U 23-Nationalmannschaft. Weitere Einsätze dort sind altersmäßig nicht mehr möglich.

## Privates
Kevin Mac Allister stammt aus einer Familie die eng mit den Argentinos Juniors verbunden ist. Bereits sein Vater Carlos bestritt über hundert Einsätze für den Hauptstadtverein als Profifußballer und absolvierte außerdem drei Einsätze in der argentinischen Nationalmannschaft. Auch sein Onkel Patricio war als Fußballer bei den Juniors tätig, ebenso wie sein älterer Brüder Francis und sein jüngerer Alexis.
Aufgrund seiner Namensähnlichkeit mit der Filmfigur Kevin McCallister aus dem Film Kevin – Allein zu Haus wurde er nach seinem Wechsel zu den Boca Juniors zu einem Internetphänomen.

## Erfolge
- Belgischer Meister: 2024/25
- Belgischer Pokalsieger: 2023/24
- Gewinner belgischer Supercup: 2024